# Memento (Album)
Memento ist das 16. Studioalbum und das Comeback-Album der deutschen Rockband Böhse Onkelz. Es erschien am 28. Oktober 2016 über ihr neu gegründetes Label Matapaloz.

## Albumtitel
Der Titel des Albums Memento kommt aus dem Lateinischen und bedeutet übersetzt in etwa "erinnere dich". Die Idee dazu kam den Onkelz durch den Film Memento aus dem Jahre 2000. Dort verliert der Protagonist nach einem traumatischen Ereignis die Fähigkeit neue Erinnerungen zu bilden, wodurch er beginnt sich wichtige Informationen zu tätowieren. So besteht auch der gesamte Hintergrund des Album-Covers aus Tattoos der Band.

## Covergestaltung
Im Vordergrund des Covers steht der typische BO-Schriftzug mit einem Dolch, drei Rosen und einer Schwalbe, der angelehnt ist an das Cover der allerersten Single der Böhsen Onkelz Kill the Hippies, die 1981 erschien. Der Titel Memento sowie die bisherigen Jahre der Band 1980–2016 winden sich als geschwungenes weißes Banner um den BO-Schriftzug. Im Kontrast zu diesem farbigen Vordergrund steht der schwarz-weiße Hintergrund. Dieser besteht aus mehreren hundert Onkelz-Tätowierungen von Fans. Die Band hatte im Juli 2016 ihre Fans auf ihrer Website dazu aufgerufen, ihnen Fotos von ihren Onkelz-Tattoos zu schicken, mit dem Versprechen, dass diese alle auf der CD oder im Booklet abgedruckt werden, womit die Band für die jahrelange Unterstützung danken, aber auch die Verbundenheit und den Zusammenhalt mit ihren Fans demonstrieren will.

## Titelliste
| #  | Titel                                    | Länge |
| -- | ---------------------------------------- | ----- |
| 1  | Gott hat ein Problem                     | 5:01  |
| 2  | Frei                                     | 4:23  |
| 3  | Markt und Moral                          | 3:55  |
| 4  | Jeder kriegt was er verdient             | 4:49  |
| 5  | Mach’s dir selbst                        | 3:31  |
| 6  | Irgendwas für nichts                     | 3:26  |
| 7  | Wo auch immer wir stehen                 | 6:38  |
| 8  | Es ist sinnlos mit sich selbst zu spaßen | 4:40  |
| 9  | Der Junge mit dem Schwefelholz           | 7:43  |
| 10 | Nach allen Regeln der Sucht              | 5:05  |
| 11 | Auf die Freundschaft                     | 4:09  |
| 12 | 52 Wochen                                | 3:18  |

## Informationen zu einzelnen Liedern
Gott hat ein Problem
Das erste Lied des Albums ist ein typischer Onkelz-Song, bei dem die Band sich selbst preist und ihr Comeback feiert.
Markt und Moral
Der Titel ist eine Kritik an der Gier des Kapitalismus, der nach immer mehr Macht, Geld und Ruhm strebt. Dabei ist u. a. die Rede von einem „elitären Kreis erbarmungsloser Wesen“, der Lügen verbreitet. Außerdem wird die Vertrauenswürdigkeit der Demokratie in Frage gestellt.
Jeder kriegt was er verdient
Der Track ist eine Ansage an die ewigen Kritiker der Band, die sie seit der Gründung in die rechtsextreme Ecke stellen wollen. So fragt Kevin Russell am Anfang des Stücks: „Wo wär’n die Onkelz ohne das Seemannsgarn der Medien?“
Irgendwas für nichts
In der Single Irgendwas für nichts werden ebenfalls der Kapitalismus und die Konsumgesellschaft, die von Neid und Gier geprägt ist, kritisiert. Im Refrain heißt es: „Alle wollen alles, am besten für nichts“.
Wo auch immer wir stehen
Dieses Lied ist das ruhigste des Albums. Es handelt von den Beziehungen innerhalb der Band. Trotz aller Differenzen und Meinungsverschiedenheiten finden die Bandmitglieder immer wieder zueinander.
Der Junge mit dem Schwefelholz
Das Stück ist eine Halbballade mit Blueselementen. Inhaltlich geht es um den Sohn eines Priesters, der sozial isoliert ist und der Wut auf sein Umfeld freien Lauf lässt, indem er die Kirche seines Vaters anzündet.
Nach allen Regeln der Sucht
Nach allen Regeln der Sucht beschäftigt sich einmal mehr mit der Drogenvergangenheit des Sängers Kevin Russell.
Auf die Freundschaft
Der Titel ist ein weiterer typischer Onkelz-Song, vergleichbar mit Auf gute Freunde oder auch Danke von früheren Alben. Es ist ein Lied zum Feiern, wobei die Onkelz den Zusammenhalt zwischen der Band und den Fans besingen. Dabei nehmen sie auch Bezug darauf, dass viele Fans Tattoos der Band auf ihren Körpern tragen: "Auf das, was ihr in Haut und Herzen tragt".
52 Wochen
Dies ist ein Lied, das den Hörern Mut machen soll. Inhaltlich geht es darum, dass, egal wie "schlecht" ein Jahr gelaufen ist, man jedes Jahr eine neue Chance bekommt.

## Chartplatzierungen und Singles
Memento stieg am 4. November 2016 auf Platz 1 in die deutschen Albumcharts ein und konnte sich 23 Wochen in den Top 100 halten. Auch in der Schweiz und Österreich erreichte es die Chartspitze. In den deutschen Albumcharts des Jahres 2016 belegte es Rang 8 und 2017 noch Platz 59.
Am 21. Oktober 2016 wurde das Lied Irgendwas für nichts als Single zum Download ausgekoppelt und erreichte für eine Woche Platz 58 in den deutschen Charts.

## Verkaufszahlen und Auszeichnungen
Für mehr als 200.000 verkaufte Einheiten erhielt Memento in Deutschland im Dezember 2016 eine Platin-Schallplatte.

## Rezeption
| Professionelle Bewertungen | Professionelle Bewertungen |
| -------------------------- | -------------------------- |
| Kritiken                   |                            |
| Quelle                     | Bewertung                  |
| laut.de                    | [ 9 ]                      |
| Metal Hammer               | [ 10 ]                     |
| CD Starts                  | [ 11 ]                     |
| Pressure Magazine          | [ 12 ]                     |

Manuel Berger von laut.de bewertete das Album mit drei von möglichen fünf Punkten. Er schreibt, dass die Onkelz nahtlos daran anknüpfen würden, wo sie 2004 aufgehört hätten: Sie „haben nach wie vor kein Bescheidenheitsproblem und behalten das bekannte Grundrezept bei.“ Sänger Kevin Russell klinge aber erstaunlich kraftvoll und die lauten Stellen des Albums seien „metallischer als gewohnt“. Auch dank der guten Produktion komme „"Memento" keiner Revolution gleich, macht aber, was es soll, ist in sich stimmig und tönt meist auch eher frisch als altbacken.“ Dagegen werden Gonzos Gitarrenspiel auf manchen Liedern und einige Textstellen negativ kritisiert.
Das Musikmagazin Metal Hammer gab dem Album sieben von möglichen sieben Punkten. Der Autor Matthias Weckmann meint, dass die „Band so lebendig klingt wie seit Jahrzehnten nicht mehr“. Der Sound würde „viel mehr Dampf“ machen als noch auf Dopamin und Adios. Das Album sei „kompositorisch großes Kino“ und vor allem der kraftvolle und ausdrucksstarke Gesang von Kevin Russell sei „einer der größten Pluspunkte“. Memento sei ein Album, das „von vorne bis hinten Spaß macht und dabei äußerst interessante, teils überraschende Wendungen nimmt.“